# Samnaun
Samnaun, appelée en romanche Samignun, est une commune suisse du canton des Grisons, située dans la région d'Engiadina Bassa/Val Müstair. Linguistiquement, elle présente, du fait de sa proximité avec le Tyrol, la spécificité d'être la seule commune germanophone de la Suisse à user traditionnellement d'un parler bavarois.
Elle forme avec Ischgl un domaine de ski : la Silvretta Arena Ischgl-Samnaun. En zone franche douanière, la commune dispose de boutiques hors taxes.

## Géographie

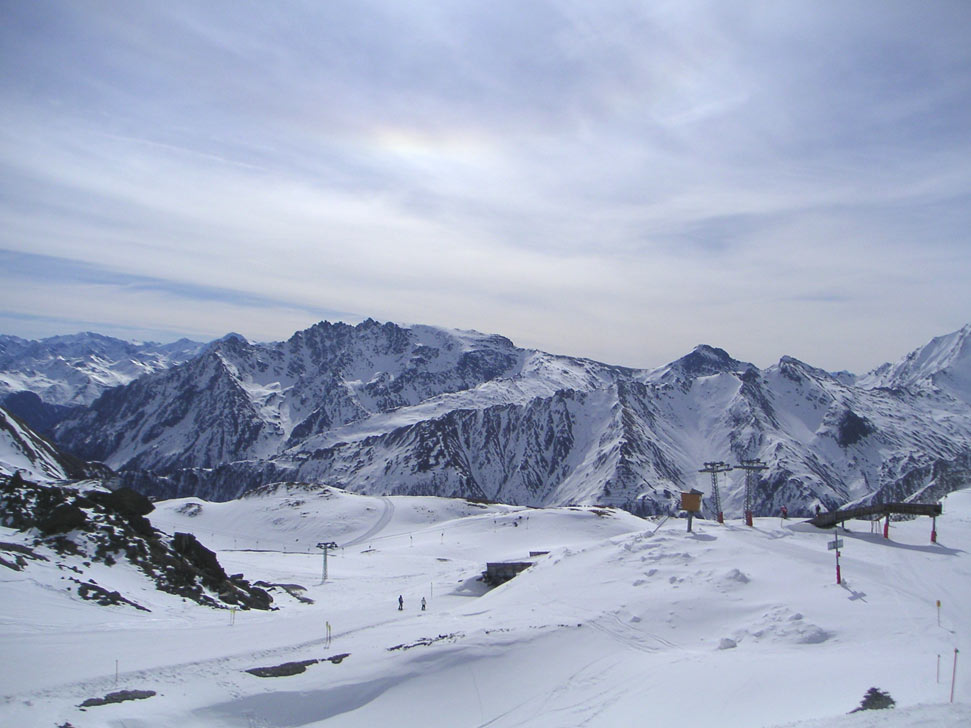
Domaine skiable de Samnaun.

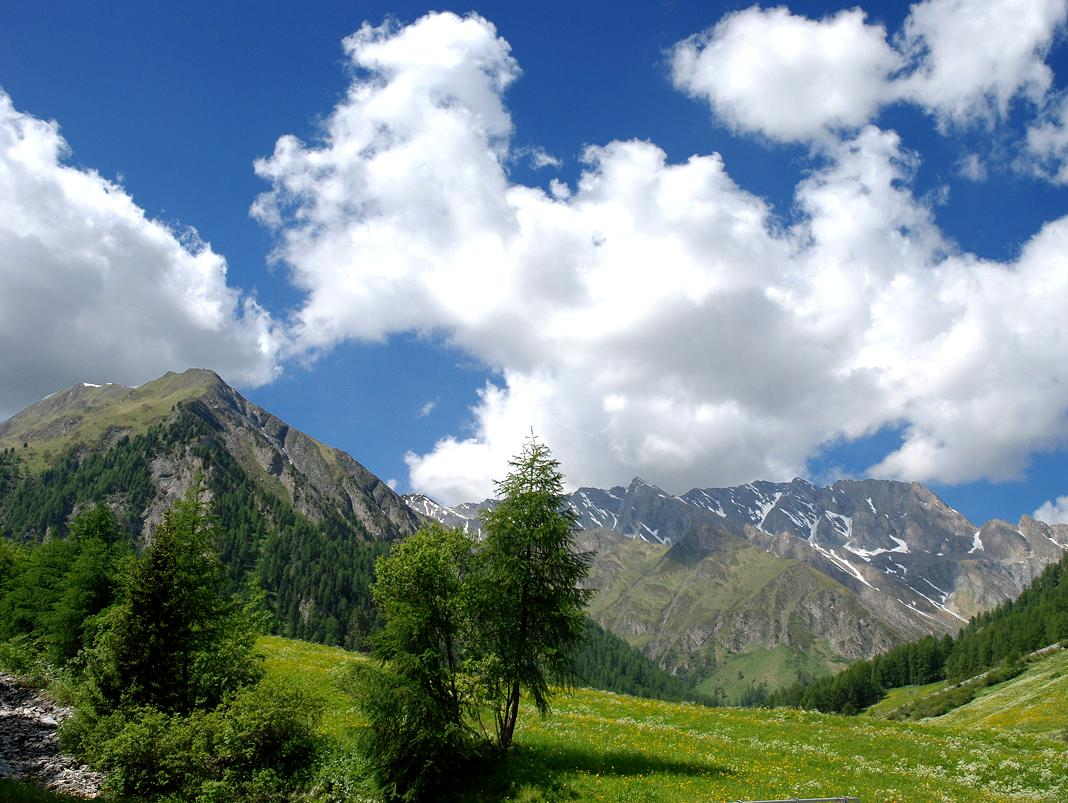
Vallée de Samnaun.

La vallée de Samnaun est la plus en aval sur la rive gauche du cours de l'Inn (rivière) en Suisse. La commune regroupe cinq fractions (ou hameaux) : Compatsch, Laret, Plan (Plaun), Ravaisch et Samnaun, entre les altitudes de 1 700 et 1 840 m. Ouverte face au Sud, c'est une vallée sèche où les ressources en eau se raréfient.
En 2006, Samnaun a une superficie de 56,2 km2. 46,1 % de cette superficie est utilisé à des fins agricoles : 11,7 % est boisé, 0,9 % est habité (bâtiments ou routes) et le reste (41,2 %) est improductif (rivières, glaciers ou montagnes). 
Pendant les hivers avec des chutes de neige exceptionnellement abondantes, Samnaun n'est parfois accessible que via l'Autriche.

## Histoire
La vallée a d'abord été utilisée comme alpage saisonnier pour les villages de Tschlin et Ramosch. Vers 1220, les premières fermes permanentes sont mentionnées. Cette vallée difficile d’accès mais au climat doux favorise une économie d’autarcie agricole. Au Moyen Âge, la commune, touchant la frontière autrichienne, ne peut être atteinte par la route que depuis l'Autriche. 
Au XIIe siècle, le seigneur de Tarasp cède des fermes à l'abbaye de Marienberg, d’abord établi à Scuol puis au Val Venosta. La communauté reste reliée à Ramosch sur le plan politique et spirituel. Les moines développent l’agriculture dans la région. Dès 1530, des habitants de Samnaun adoptent la Réforme. Après 1622 des Capucins s’y installent. En 1630, l'église paroissiale de Compatsch sert aux deux confessions. À partir du XVIIIe siècle, la langue germanique et la foi catholique s’installent dans la vallée sous l’influence du Tyrol voisin. Un chemin carrossable reliant à la vallée de l’Inn par Spiss (Autriche) est construit en 1830. Samnaun appartient à la juridiction de Ramosch jusqu’en 1851. En raison de son isolement, la vallée est déclarée zone franche en 1892. Les habitants réclament une route pour accéder à leur pays sans passer par l'étranger. Lorsqu’elle est reliée au territoire suisse par une route carrossable en 1912, elle garde son statut, qui sera encore confirmé en 2004.
Dès 1930, la vallée s’ouvre au tourisme pour les randonnées et les sports d’hiver. En 1978, les remontées mécaniques et téléphériques accentuent cette tendance et les emplois deviennent majoritairement tertiaires au XXIe siècle. La collaboration avec le Tyrol s’applique dans la gestion par Samnaun et Ischgl du vaste domaine skiable Silvretta-Arena.

## Population

Photo aérienne (1954)

### Origines et nationalités
Fin 2005, sur une population de 824 habitants, 675 (= 81,9 %) étaient des citoyens Suisses. Fin 2015, sur 733 habitants, 604 (82,4 %) étaient Suisses.
Des immigrés portugais, serbes et croates se sont installés à Samnaun. Ils représentent en 2000 environ 2 % de la population.

### Langues
En 2000, la plupart de la population parle allemand (93,5 %), le portugais étant la deuxième langue la plus commune (1,7 %) et le serbo-croate la troisième (1,6 %). Cas unique en Suisse, la forme d'allemand parlée par les habitants de Samnaun est une variante de la langue bavaroise. 
Répartition de la population de 1980 à 2000 dans le tableau ci-dessous :
| Langues à Samnaun |        |         |        |         |        |         |
| Langues           | 1980   | 1980    | 1990   | 1990    | 2000   | 2000    |
| Langues           | Nombre | %       | Nombre | %       | Nombre | %       |
| Allemand          | 569    | 95,31 % | 619    | 97,02 % | 695    | 93,54 % |
| Romanche          | 4      | 0,67 %  | 10     | 1,57 %  | 6      | 0,81 %  |
| Italien           | 1      | 0,17 %  | 3      | 0,47 %  | 6      | 0,81 %  |
| Habitants         | 597    | 100 %   | 638    | 100 %   | 743    | 100 %   |

## Religions
Samnaun a été pendant des décennies une commune paritaire (Protestants et Catholiques dans le même lieu de culte) à la suite de l'émigration des Capucins après 1622. Vers 1800, les protestants reformés sont devenus minoritaires en raison de l'influence du Tyrol catholique tout proche.
La Chapelle de Frère Nicolas (Bruder-Klaus-Kapelle) appartient encore aujourd'hui pour moitié à l'Église catholique romanche et à l'Église protestante réformée de Tschlin-Strada-Martina. Les derniers membres de cette diaspora s'occupent de tourisme spirituel à Samnaun.

## Activités
Les sports de neige sont variés. Par sa frontière avec l'Autriche, la vallée participe à un vaste domaine skiable transfrontalier, en lien avec la station de Ischgl dans le Tyrol. La station de ski dispose de 44 remontées mécaniques et téléphériques ainsi que du premier téléphérique à deux étages au monde d'une capacité de 180 personnes.
L'accès à la piste de luge se mérite : on monte à pied à son point le plus haut (une heure d'ascension) avant de glisser dans la descente.
En toutes saisons les promeneurs sont invités à admirer le paysage sur le Samnaun, le Piz Ot, le Piz Rots et au-delà.
En été, les anciens sentiers des contrebandiers sont accessibles à pieds ou en VTT.
Un Sentier de contes de fée propose un itinéraire muni de panneaux explicatifs et motivants, des jeux pour les enfants (par exemple une tyrolienne) et des occasions de rencontres avec des animaux de la région, de l'aigle aux marmottes.